# Linie kontroly

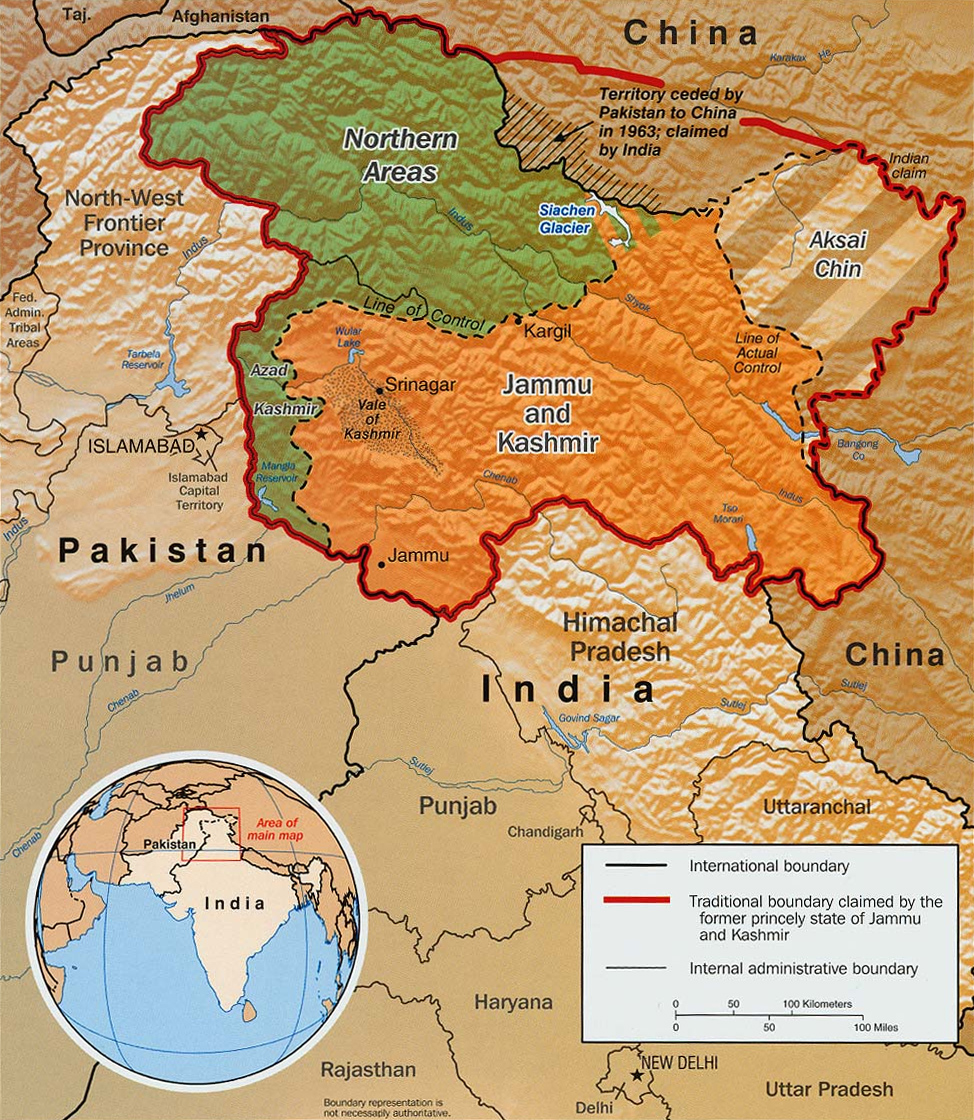
Mapka Kašmíru s čárkovaně vyznačenou Linií kontroly

Linie kontroly (anglicky: Line of Control, odtud zkratka LOC) je název hranice, která de facto odděluje indickou a pákistánskou část bývalého knížecího státu Džammú a Kašmír, který je dnes rozdělen mezi obě země. Pákistánem spravovaná část je rozdělená na dvě oblasti, které se nazývají Gilgit - Baltistán a Azád Kašmír, indické části zůstal název Džammú a Kašmír. Linie kontroly byla ustanovena v roce 1948 po konci první kašmírské války. V té době však nesla název Linie příměří. V prosinci roku 1971 proběhla další indicko-pákistánská válka a v červenci 1972 byla mezi Pákistánem a Indií uzavřena dohoda v Šimla, jejímž výsledkem bylo mimo jiné i přejmenování linie příměří na Linii kontroly.
V průběhu následujících let se Linie kontroly stala předmětem dalších, větších i menších indicko-pákistánských sporů. Linie kontroly je dlouhá přes 700 km a hlídají ji vojska OSN. Přístup k ní je povolen pouze na zvláštní povolení, které vydávají bezpečnostní složky.